# Tom Craig
Pour les articles homonymes, voir Craig.
Thomas William Craig est un joueur de hockey sur gazon australien qui joue comme milieu de terrain pour l'équipe nationale australienne.

## Carrière

### Équipe nationale des moins de 21 ans
En 2016, Craig était membre de l'équipe australienne des moins de 21 ans, « The Burras », qui a remporté la Coupe d'Océanie des moins de 21 ans, qui a servi de qualification pour le Coupe du monde des moins de 21 ans. Craig était également membre de l'équipe lors de la Coupe du monde junior à Lucknow, en Inde, où l'équipe a terminé quatrième,.

### Équipe première
Craig a fait ses débuts internationaux seniors dans une série de tests contre l'Inde en 2014, avant de participer au Champions Trophy à Bhubaneswar, en Inde.
Craig est devenu un membre régulier de l'équipe australienne depuis ses débuts, et a notamment été membre de l'équipe aux Jeux du Commonwealth de 2014 où l'équipe a remporté une médaille d'or.
En novembre 2018, Craig a été nommé dans l'équipe pour la Coupe du monde à Bhubaneswar, en Inde. Les Kookaburras ont terminé 3e, après avoir perdu la demi-finale face aux Pays-Bas (2-2 temps réglementaire, 4-3 Shoot-outs), mais en battant l'Angleterre 8-1 dans le match pour la médaille de bronze. Craig a marqué 4 buts du tournoi, dont le Hat-trick dans le match pour la médaille de bronze.
Craig faisait partie de l'équipe qui a remporté la première Ligue professionnelle en 2019, battant la Belgique lors de la grande finale 3-2, marquant 3 buts pour les Kookaburras tout au long de la campagne.
Dans la nuit du 6 au 7 août 2024, il est pris en flagrant délit d'achat de cocaïne et arrêté par des policiers en civil au niveau de la place André-Breton, à Paris, où il est présent à l'occasion des Jeux olympiques d'été,,. Hockey Australia le suspend 12 mois à partir de septembre 2024, dont 6 mois avec sursis.

### Championnat d'Australie
En 2019, Craig était membre de la NSW Pride qui a remporté la compétition inaugurale du Championnat ausitralien aux côtés d'autres Kookaburras sélectionnés dans le tournoi, notamment Flynn Ogilvie, Tim Brand, Lachlan Sharp, Matt Dawson, Kurt Lovett et Blake Govers. Après les Jeux olympiques d'été de 2020, il a rejoint le club Klein Zwitserland en Championnat néerlandais.